# Copa Mundial de fútbol sala de la FIFA 2021
La Copa Mundial de Futsal de la FIFA 2021 fue la novena edición de la Copa Mundial de Futsal de la FIFA, campeonato disputado por las selecciones de las asociaciones miembros de la FIFA. El torneo se llevó a cabo en Lituania. Fue el primer torneo de la FIFA organizado por ese país y la tercera copa Mundial de fútbol sala disputada en Europa, después de 1989 en Países Bajos y 1996 en España.
El torneo estaba originalmente programado para celebrarse del 12 de septiembre al 4 de octubre de 2020 bajo el nombre de Copa Mundial de Futsal de la FIFA 2020. Sin embargo, debido a la pandemia de COVID-19, la FIFA anunció el 3 de abril de 2020 que se tomaría una decisión sobre si el torneo se pospondría y reprogramaría. El 12 de mayo de 2020, la FIFA anunció que el torneo se celebraría entre el 12 de septiembre y el 3 de octubre de 2021, sujeto a un seguimiento adicional.
Este evento fue el primero de su tipo que implementa el sistema de videoarbitraje.

## Equipos participantes
En total se dieron cinco plazas para la AFC, tres para CAF, cuatro para Concacaf, cuatro para Conmebol, una para OFC y seis y la plaza del anfitrión para UEFA.
En cursiva los equipos debutantes.                                                                        
| Clasificatorias | Clasificatorias | Clasificatorias | Clasificatorias | Clasificatorias | Clasificatorias |
| --------------- | --------------- | --------------- | --------------- | --------------- | --------------- |
| CAF             | AFC             | UEFA            | Concacaf        | OFC             | Conmebol        |

| Angola     | Estados Unidos | Lituania        | RFU        |
| Argentina  | Guatemala      | Marruecos       | Serbia     |
| Brasil     | Irán           | Panamá          | Tailandia  |
| Costa Rica | Islas Salomón  | Paraguay        | Uzbekistán |
| Egipto     | Japón          | Portugal        | Venezuela  |
| España     | Kazajistán     | República Checa | Vietnam    |

1. ↑   De acuerdo con la suspensión de la Agencia Mundial Antidopaje y una decisión de diciembre de 2020 del Tribunal de Arbitraje Deportivo, la selección de Rusia participa en la Copa Mundial de Fútbol Sala de la FIFA 2021 como atletas neutrales de la Unión del Fútbol de Rusia (RFU) y utiliza la bandera del Comité Olímpico Ruso.

## Organización

### Candidaturas
Los siguientes países apostaron por el torneo con el aval del Comité Ejecutivo de la FIFA:
- Irán[2]
- Japón
- Lituania
- Nueva Zelanda

La República Checa, Egipto, Georgia, Países Bajos y Estados Unidos expresaron su interés, pero finalmente no hicieron una oferta. Kazajistán, Emiratos Árabes Unidos, Costa Rica y Croacia presentaron sus propuestas para organizar el mundial, pero no fueron tomados en cuenta por el Comité Ejecutivo de FIFA.
Los anfitriones serían designados originalmente para diciembre de 2016, luego se retrasó su elección hasta diciembre de 2017 pero tampoco se cumplió. Finalmente, el 26 de octubre de 2018 se oficializó la elección de Lituania como sede del mundial de fútbol sala en Kigali (Ruanda).

### Sedes
Lituania presentó tres ciudades: Vilna (Avia Solutions Group Arena), Kaunas (Žalgiris Arena) y Klaipėda (Švyturio Arena) en su intento por albergar el evento. Durante la conferencia de prensa del 22 de noviembre de 2018, se reveló que a la Federación Lituana de Fútbol le gustaría ampliar el número de ciudades anfitrionas con hasta 3 ubicaciones adicionales. Šiauliai (Šiauliai Arena), Panevėžys (Cido Arena) y Alytus (Alytus Arena) fueron nombrados como candidatos adicionales.
Las negociaciones adicionales se reanudaron en febrero de 2019.
El 10 de mayo de 2019 se realizó una inspección en las cinco posibles ciudades sede: Vilna, Kaunas, Klaipėda, Šiauliai y Panevėžys.
La decisión final se tomó el 16 de octubre de 2019, anunciándose que el evento se llevaría a cabo en tres ciudades: Vilna, Kaunas y Klaipėda. Šiauliai y Panevėžys se quedaron fuera debido a problemas de alojamiento.
| Lituania              | Lituania                   | Lituania          | Lituania         |
| Vilna Kaunas Klaipėda | Vilna                      | Kaunas            | Klaipėda         |
| --------------------- | -------------------------- | ----------------- | ---------------- |
| Vilna Kaunas Klaipėda | Avia Solutions Group Arena | Žalgiris Arena    | Švyturio Arena   |
| Vilna Kaunas Klaipėda | Capacidad: 10.000          | Capacidad: 13.807 | Capacidad: 6.200 |
| Vilna Kaunas Klaipėda |                            |                   |                  |

### Calendario
| Septiembre y octubre de 2021 | 12 Dom | 13 Lun | 14 Mar | 15 Mié | 16 Jue | 17 Vie | 18 Sáb | 19 Dom | 20 Lun | 21 Mar | 22 Mié  | 23 Jue  | 24 Vie  | 25 Sáb | 26 Dom  | 27 Lun  | 28 Mar | 29 Mié  | 30 Jue  | 1 Vie | 2 Sáb | 3 Dom |
| ---------------------------- | ------ | ------ | ------ | ------ | ------ | ------ | ------ | ------ | ------ | ------ | ------- | ------- | ------- | ------ | ------- | ------- | ------ | ------- | ------- | ----- | ----- | ----- |
| Fase (no. de partidos)       | FG (4) | FG (4) | FG (4) | FG (4) | FG (4) | FG (4) | FG (4) | FG (4) | FG (4) |        | 1/8 (2) | 1/8 (3) | 1/8 (3) |        | 1/4 (2) | 1/4 (2) |        | 1/2 (1) | 1/2 (1) |       |       | F (2) |

### Sorteo
El 1 de junio se realizó el sorteo de la fase de grupos. Las selecciones clasificadas se distribuyeron en cuatro bombos o copas con seis equipos cada uno. Dicha clasificación se basa en un sistema de puntos obtenidos en los últimos cinco mundiales. Para que esta clasificación refleje la actualidad de los equipos, se da más peso a la edición reciente. De esta forma, las cabezas de serie e integrantes del bombo 1 serán la anfitriona Lituania, la campeona defensora Argentina, la subcampeona Rusia (bajo bandera olímpica), Brasil, España y Portugal. El sorteo comienza con el bombo 1 y finaliza con el 4. Se extraen todas las bolas de uno antes de pasar al siguiente. Primero, se extrae una bola del bombo de las selecciones, e inmediatamente otra del bombo de los grupos, asignándose las posiciones correspondientes. La repartición de los bombos es la siguiente:
| Bombo 1              | Bombo 2         | Bombo 3       | Bombo 4        |
| -------------------- | --------------- | ------------- | -------------- |
| Lituania (anfitrión) | Irán            | Islas Salomón | Marruecos      |
| España               | Paraguay        | Japón         | Vietnam        |
| Brasil               | Egipto          | Guatemala     | Estados Unidos |
| Argentina            | Costa Rica      | Kazajistán    | Uzbekistán     |
| RFU                  | Tailandia       | Serbia        | Angola         |
| Portugal             | República Checa | Panamá        | Venezuela      |

### Árbitros
La Comisión de Árbitros de la FIFA designó a 39 colegiados de 31 países de todas las confederaciones de la FIFA para oficiar los partidos del torneo. Por primera vez desde la Copa Mundial de Futsal Tailandia 2012, la lista incluye también mujeres.
AFC
- Hussain Ali Al-Bahhar
- Fahad Badir Ali Mohamed Alhosani
- Nurdin Bukuev
- Ryan Shepheard
- Tomohiro Kozaki
- Ran An
- Ebrahim Mehrabi Afshar
- Gelareh Nazemi Deylami

CAF
- Tarek Samy Aly Ahmed Elkhataby
- Mohamed Hassan Hassan Ahmed Youssef
- Khalid Hnich
- Aymen Kammoun

CONCACAF
- Roberto Enrique López Fernández
- Ronny Castro Zumbado
- Jorge Flores
- Carlos González
- Diego Molina López
- Josh Wilkens

CONMEBOL
- Cristian Espíndola
- Carlos Hernando Martínez Arzamendia
- Valeria Palma
- María Estefanía Pinto
- Daniel Rodríguez
- Darío Santamaría
- Gean Telles
- Henry Gutiérrez

OFC
- Anthony Riley
- Christopher Sinclair

UEFA
- Juan José Cordero Gallardo
- Ondřej Černý
- Gábor Kovács
- Eduardo Fernandes
- Alejandro Martínez Flores
- Daniel Matković
- Chiara Perona
- Cédric Pelissier
- Irina Velikanova
- Nikola Jelić

Árbitro de soporte
- Borislav Kolev

## Fase de grupos
- Los horarios corresponden a la hora de verano de Europa Oriental (UTC+03:00).
- Los 24 equipos se dividieron en 6 grupos de cuatro equipos cada uno. Los primeros y segundos de cada grupo y los cuatro mejores terceros se clasificaron para la fase final de eliminación directa (octavos de final, cuartos de final, semifinales, tercer puesto y final).
- En caso de empate a puntos, el orden de clasificación de las selecciones en cada grupo se determinó de la manera siguiente:

1. Diferencia de goles en todos los partidos de grupo.
2. Mayor número de goles marcados en todos los partidos de grupo.
3. Mayor número de puntos obtenidos en los partidos de grupo entre las selecciones en cuestión.
4. Diferencia de goles en los partidos de grupo entre las selecciones en cuestión.
5. Mayor número de goles marcados en los partidos de grupo entre las selecciones en cuestión.
6. Sorteo por parte de la comisión organizadora de la FIFA.

### Grupo A
| Equipo     | Pts | PJ | PG | PE | PP | GF | GC | Dif |
| ---------- | --- | -- | -- | -- | -- | -- | -- | --- |
| Kazajistán | 7   | 3  | 2  | 1  | 0  | 10 | 2  | 8   |
| Venezuela  | 7   | 3  | 2  | 1  | 0  | 4  | 2  | 2   |
| Costa Rica | 3   | 3  | 1  | 0  | 2  | 7  | 9  | -2  |
| Lituania   | 0   | 3  | 0  | 0  | 3  | 3  | 11 | -8  |

| 12 de septiembre de 2021, 18:00 | Kazajistán                                                                       | 6:1 (4:1) | Costa Rica      | Žalgiris Arena, Kaunas                                  |                                                         |
|                                 | - Yessenamanov 10' - Tursagulov 11' - Douglas 14' - Taynan 17', 27' - Orazov 27' | Reporte   | - 12' Rodríguez | Asistencia: 950 espectadores Árbitro(s): Mohamed Hassan | Asistencia: 950 espectadores Árbitro(s): Mohamed Hassan |

| 12 de septiembre de 2021, 20:00 | Lituania       | 1:2 (1:1) | Venezuela             | Žalgiris Arena, Kaunas                                         |                                                                |
|                                 | - Zagurskas 7' | Reporte   | - 3' Sanz - 38' Vidal | Asistencia: 1534 espectadores Árbitro(s): Christopher Sinclair | Asistencia: 1534 espectadores Árbitro(s): Christopher Sinclair |

| 15 de septiembre de 2021, 18:00 | Costa Rica | 0:1 (0:1) | Venezuela     | Žalgiris Arena, Kaunas                          |                                                 |
|                                 |            | Reporte   | - 18' Morillo | Asistencia: 846 espectadores Árbitro(s): Ran An | Asistencia: 846 espectadores Árbitro(s): Ran An |

| 15 de septiembre de 2021, 20:00 | Lituania | 0:3 (0:1) | Kazajistán                                   | Žalgiris Arena, Kaunas                                 |                                                        |
|                                 |          | Reporte   | - 1' Taynan - 30' Tursagulov - 36' Akbalikov | Asistencia: 2032 espectadores Árbitro(s): Gábor Kovács | Asistencia: 2032 espectadores Árbitro(s): Gábor Kovács |

| 18 de septiembre de 2021, 20:00 | Costa Rica                                                           | 6:2 (2:1) | Lituania                      | Žalgiris Arena, Kaunas                                    |                                                           |
|                                 | - Tijerino 19', 29' - Cordero 19' - Derendiajev 32' - Gómez 34', 40' | Reporte   | - 8' Samsonik - 38' Zagurskas | Asistencia: 3532 espectadores Árbitro(s): Ebrahim Mehrabi | Asistencia: 3532 espectadores Árbitro(s): Ebrahim Mehrabi |

| 18 de septiembre de 2021, 20:00 | Venezuela   | 1:1 (0:1) | Kazajistán   | Avia Solutions Group Arena, Vilna                      |                                                        |
|                                 | - Vidal 40' | Reporte   | - 5' Douglas | Asistencia: 717 espectadores Árbitro(s): Aymen Kammoun | Asistencia: 717 espectadores Árbitro(s): Aymen Kammoun |

### Grupo B
| Equipo     | Pts | PJ | PG | PE | PP | GF | GC | Dif |
| ---------- | --- | -- | -- | -- | -- | -- | -- | --- |
| RFU        | 9   | 3  | 3  | 0  | 0  | 17 | 3  | 14  |
| Uzbekistán | 3   | 3  | 1  | 0  | 2  | 8  | 10 | -2  |
| Guatemala  | 3   | 3  | 1  | 0  | 2  | 9  | 14 | -5  |
| Egipto     | 3   | 3  | 1  | 0  | 2  | 7  | 14 | -7  |

| 12 de septiembre de 2021, 16:00 | RFU | 9:0 (3:0) | Egipto | Avia Solutions Group Arena, Vilna                    |                                                      |
|                                 | - Kudziev 6' - Chishkala 13', 16', 30' - Antoshkin 28' - Elaswal 28' - Abramov 31' 32' - Milovanov 36' | Reporte   |        | Asistencia: 500 espectadores Árbitro(s): Gean Telles | Asistencia: 500 espectadores Árbitro(s): Gean Telles |

| 12 de septiembre de 2021, 18:00 | Uzbekistán                           | 4:5 (1:3) | Guatemala                                            | Avia Solutions Group Arena, Vilna                     |                                                       |
|                                 | - Ropiev 6', 25', 35' - Enriquez 39' | Reporte   | - 4' Campaignac - 5', 22' Sandoval - 7', 40' Aguilar | Asistencia: 500 espectadores Árbitro(s): Nikola Jelić | Asistencia: 500 espectadores Árbitro(s): Nikola Jelić |

| 15 de septiembre de 2021, 18:00 | Egipto                                                       | 6:3 (1:1) | Guatemala                                  | Avia Solutions Group Arena, Vilna                       |                                                         |
|                                 | - Mansour 4' - Elashwal 32' - Shoola 35' - Eid 36', 37', 40' | Reporte   | - 16' Mansilla - 25' P. Ruiz - 33' W. Ruiz | Asistencia: 328 espectadores Árbitro(s): Gelareh Nazemi | Asistencia: 328 espectadores Árbitro(s): Gelareh Nazemi |

| 15 de septiembre de 2021, 20:00 | Uzbekistán                 | 2:4 (0:2) | RFU                                   | Avia Solutions Group Arena, Vilna                           |                                                             |
|                                 | - Choriev 21' - Adilov 28' | Reporte   | - 10' Robinho - 11', 35', 35' Niiazov | Asistencia: 469 espectadores Árbitro(s): Cristian Espindola | Asistencia: 469 espectadores Árbitro(s): Cristian Espindola |

| 18 de septiembre de 2021, 18:00 | Egipto    | 1:2 (1:1) | Uzbekistán                       | Avia Solutions Group Arena, Vilna                         |                                                           |
|                                 | - Eid 19' | Reporte   | - 2' Nishonov - 34' A. Rakhmatov | Asistencia: 661 espectadores Árbitro(s): Darío Santamaría | Asistencia: 661 espectadores Árbitro(s): Darío Santamaría |

| 18 de septiembre de 2021, 18:00 | Guatemala      | 1:4 (0:3) | RFU                                                      | Žalgiris Arena, Kaunas                                    |                                                           |
|                                 | - Alvarado 25' | Reporte   | - 2' Afanasev - 10' Asadov - 14' Abramov - 27' Antoshkin | Asistencia: 2122 espectadores Árbitro(s): Henry Gutiérrez | Asistencia: 2122 espectadores Árbitro(s): Henry Gutiérrez |

### Grupo C
| Equipo        | Pts | PJ | PG | PE | PP | GF | GC | Dif |
| ------------- | --- | -- | -- | -- | -- | -- | -- | --- |
| Portugal      | 7   | 3  | 2  | 1  | 0  | 14 | 4  | 10  |
| Marruecos     | 5   | 3  | 1  | 2  | 0  | 10 | 4  | 6   |
| Tailandia     | 4   | 3  | 1  | 1  | 1  | 11 | 9  | 2   |
| Islas Salomón | 0   | 3  | 0  | 0  | 3  | 4  | 22 | -18 |

| 13 de septiembre de 2021, 18:00 | Marruecos                                                                          | 6:0 (3:0) | Islas Salomón | Žalgiris Arena, Kaunas                                    |                                                           |
|                                 | - El Mesrar 2' - Saoud 3' - El Fenni 18' - Bakkali 28' - Boumezou 31' - Borite 34' | Reporte   |               | Asistencia: 314 espectadores Árbitro(s): Daniel Rodríguez | Asistencia: 314 espectadores Árbitro(s): Daniel Rodríguez |

| 13 de septiembre de 2021, 20:00 | Tailandia         | 1:4 (1:1) | Portugal                                        | Žalgiris Arena, Kaunas                                        |                                                               |
|                                 | - Sornwichian 16' | Reporte   | - 20' Coelho - 27' Erick - 30' Zicky - 32' Pany | Asistencia: 362 espectadores Árbitro(s): Ronny Castro Zumbado | Asistencia: 362 espectadores Árbitro(s): Ronny Castro Zumbado |

| 16 de septiembre de 2021, 18:00 | Islas Salomón | 0:7 (0:3) | Portugal                                                                      | Žalgiris Arena, Kaunas                                   |                                                          |
|                                 |               | Reporte   | - 4' Fábio - 12' Ricardinho - 20', 23' André - 26' Sia - 31' Erick - 38' Pany | Asistencia: 345 espectadores Árbitro(s): Carlos Martínez | Asistencia: 345 espectadores Árbitro(s): Carlos Martínez |

| 16 de septiembre de 2021, 20:00 | Tailandia         | 1:1 (0:1) | Marruecos   | Žalgiris Arena, Kaunas                                    |                                                           |
|                                 | - Sornwichian 40' | Reporte   | - 18' Jouad | Asistencia: 331 espectadores Árbitro(s): Irina Velikanova | Asistencia: 331 espectadores Árbitro(s): Irina Velikanova |

| 19 de septiembre de 2021, 20:00 | Islas Salomón                         | 4:9 (1:3) | Tailandia                                                                                         | Žalgiris Arena, Kaunas                                    |                                                           |
|                                 | - Mana 15' - Ragomo 27' 38' - Sia 40' | Reporte   | - 4' Nawin - 6', 32', 39' Suphawut - 17' Kritsada - 24', 34' Jetsada - 37' Jirawat - 39' Peerapat | Asistencia: 302 espectadores Árbitro(s): Cédric Pelissier | Asistencia: 302 espectadores Árbitro(s): Cédric Pelissier |

| 19 de septiembre de 2021, 20:00 | Portugal                           | 3:3 (2:1) | Marruecos                                | Švyturio Arena, Klaipėda                               |                                                        |
|                                 | - Fábio 9' - Brito 17' - Bruno 29' | Reporte   | - 2' Jouad - 24' El Ayyane - 37' Bakkali | Asistencia: 1860 espectadores Árbitro(s): Antony Riley | Asistencia: 1860 espectadores Árbitro(s): Antony Riley |

### Grupo D
| Equipo          | Pts | PJ | PG | PE | PP | GF | GC | Dif |
| --------------- | --- | -- | -- | -- | -- | -- | -- | --- |
| Brasil          | 9   | 3  | 3  | 0  | 0  | 18 | 2  | 16  |
| República Checa | 4   | 3  | 1  | 1  | 1  | 6  | 6  | 0   |
| Vietnam         | 4   | 3  | 1  | 1  | 1  | 5  | 12 | -7  |
| Panamá          | 0   | 3  | 0  | 0  | 3  | 4  | 13 | -9  |

| 13 de septiembre de 2021, 18:00 | Vietnam               | 1:9 (1:5) | Brasil                                                                                | Švyturio Arena, Klaipėda                              |                                                       |
|                                 | - Khổng Đình Hùng 14' | Reporte   | - 3' Rodrigo - 5', 7', 21', 24' Ferrão - 14', 28' Dieguinho - 19' Pito - 36' Leozinho | Asistencia: 667 espectadores Árbitro(s): Juan Cordero | Asistencia: 667 espectadores Árbitro(s): Juan Cordero |

| 13 de septiembre de 2021, 20:00 | Panamá          | 1:5 (0:4) | República Checa                                 | Švyturio Arena, Klaipėda                                |                                                         |
|                                 | - Goodridge 39' | Reporte   | - 2' Záruba - 5', 9', 10' Seidler - 30' Rešetár | Asistencia: 554 espectadores Árbitro(s): Fahad Alhosani | Asistencia: 554 espectadores Árbitro(s): Fahad Alhosani |

| 16 de septiembre de 2021, 18:00 | Panamá                | 2:3 (2:2) | Vietnam                                                        | Švyturio Arena, Klaipėda                                   |                                                            |
|                                 | - Castrellón 10', 20' | Reporte   | - 2' Nguyễn Minh Trí - 8' Châu Đoàn Phát - 27' Nguyễn Văn Hiếu | Asistencia: 767 espectadores Árbitro(s): Eduardo Fernandes | Asistencia: 767 espectadores Árbitro(s): Eduardo Fernandes |

| 16 de septiembre de 2021, 20:00 | Brasil                                       | 4:0 (0:0) | República Checa | Švyturio Arena, Klaipėda                                 |                                                          |
|                                 | - Ferrão 23', 24' - Rodrigo 26' - Marlon 40' | Reporte   |                 | Asistencia: 904 espectadores Árbitro(s): Carlos González | Asistencia: 904 espectadores Árbitro(s): Carlos González |

| 19 de septiembre de 2021, 18:00 | Brasil                                                          | 5:1 (2:0) | Panamá         | Švyturio Arena, Klaipėda                                  |                                                           |
|                                 | - Rocha 15' - Gadeia 18' - Leozinho 29' - Pito 40' - Arthur 40' | Reporte   | - 32' Maquensi | Asistencia: 1643 espectadores Árbitro(s): Daniel Matković | Asistencia: 1643 espectadores Árbitro(s): Daniel Matković |

| 19 de septiembre de 2021, 18:00 | República Checa | 1:1 (0:0) | Vietnam              | Žalgiris Arena, Kaunas                               |                                                      |
|                                 | - Rešetár 36'   | Reporte   | - 35' Châu Đoàn Phát | Asistencia: 280 espectadores Árbitro(s): María Pinto | Asistencia: 280 espectadores Árbitro(s): María Pinto |

### Grupo E
| Equipo   | Pts | PJ | PG | PE | PP | GF | GC | Dif |
| -------- | --- | -- | -- | -- | -- | -- | -- | --- |
| España   | 9   | 3  | 3  | 0  | 0  | 12 | 3  | 9   |
| Paraguay | 6   | 3  | 2  | 0  | 1  | 6  | 6  | 0   |
| Japón    | 3   | 3  | 1  | 0  | 2  | 11 | 10 | 1   |
| Angola   | 0   | 3  | 0  | 0  | 3  | 6  | 16 | -10 |

| 14 de septiembre de 2021, 18:00 | Paraguay | 0:4 (0:2) | España                                               | Avia Solutions Group Arena, Vilna                     |                                                       |
|                                 |          | Reporte   | - 9' Solano - 20' Fernández - 29' Gómez - 40' Campos | Asistencia: 550 espectadores Árbitro(s): Khalid Hnich | Asistencia: 550 espectadores Árbitro(s): Khalid Hnich |

| 14 de septiembre de 2021, 20:00 | Angola                                     | 4:8 (1:3) | Japón                                                                       | Avia Solutions Group Arena, Vilna                     |                                                       |
|                                 | - Guga 19', 21' - Hoshi 24' - Kaluanda 29' | Reporte   | - 13', 20', 23', 37' Oliveira - 14' Murota - 25', 40' Hoshi - 25' Nishitani | Asistencia: 607 espectadores Árbitro(s): Diego Molina | Asistencia: 607 espectadores Árbitro(s): Diego Molina |

| 17 de septiembre de 2021, 18:00 | España                                          | 4:2 (1:2) | Japón                 | Avia Solutions Group Arena, Vilna                      |                                                        |
|                                 | - Borja 4' - Chino 26' - Campos 30' - Tolrá 39' | Reporte   | - 5' Hoshi - 7' Henmi | Asistencia: 712 espectadores Árbitro(s): Valeria Palma | Asistencia: 712 espectadores Árbitro(s): Valeria Palma |

| 17 de septiembre de 2021, 20:00 | Angola         | 1:4 (1:4) | Paraguay                                                | Avia Solutions Group Arena, Vilna                       |                                                         |
|                                 | - Manosele 10' | Reporte   | - 3' J. Salas - 13' Rejala - 14' Baez - 17' F. Martínez | Asistencia: 798 espectadores Árbitro(s): Ryan Shepheard | Asistencia: 798 espectadores Árbitro(s): Ryan Shepheard |

| 20 de septiembre de 2021, 18:00 | España                               | 4:1 (2:1) | Angola     | Švyturio Arena, Klaipėda                              |                                                       |
|                                 | - Fernández 4', 25', 27' - Ortiz 20' | Reporte   | - 19' Guga | Asistencia: 606 espectadores Árbitro(s): Josh Wilkens | Asistencia: 606 espectadores Árbitro(s): Josh Wilkens |

| 20 de septiembre de 2021, 18:00 | Japón        | 1:2 (1:1) | Paraguay                   | Avia Solutions Group Arena, Vilna                      |                                                        |
|                                 | - Shimizu 3' | Reporte   | - 7' Mareco - 33' J. Salas | Asistencia: 792 espectadores Árbitro(s): Roberto López | Asistencia: 792 espectadores Árbitro(s): Roberto López |

### Grupo F
| Equipo         | Pts | PJ | PG | PE | PP | GF | GC | Dif |
| -------------- | --- | -- | -- | -- | -- | -- | -- | --- |
| Argentina      | 9   | 3  | 3  | 0  | 0  | 17 | 3  | 14  |
| Irán           | 6   | 3  | 2  | 0  | 1  | 8  | 6  | 2   |
| Serbia         | 3   | 3  | 1  | 0  | 2  | 11 | 7  | 4   |
| Estados Unidos | 0   | 3  | 0  | 0  | 3  | 2  | 22 | -20 |

| 14 de septiembre de 2021, 18:00 | Serbia                      | 2:3 (1:2) | Irán                                      | Švyturio Arena, Klaipėda                                 |                                                          |
|                                 | - Stojković 18' - Tomić 38' | Reporte   | - 4' Ahmadi - 4' Fakhim - 37' Esmaeilpour | Asistencia: 766 espectadores Árbitro(s): Carlos González | Asistencia: 766 espectadores Árbitro(s): Carlos González |

| 14 de septiembre de 2021, 18:00 | Argentina                                                                                               | 11:0 (8:0) | Estados Unidos | Švyturio Arena, Klaipėda                              |                                                       |
|                                 | - Brandi 1', 2', 12', 40' - Cuzzolino 4' - Rescia 5' - Basile 7', 16' - Claudino 17', 25' - Borruto 24' | Reporte    |                | Asistencia: 834 espectadores Árbitro(s): Ondřej Černý | Asistencia: 834 espectadores Árbitro(s): Ondřej Černý |

| 17 de septiembre de 2021, 18:00 | Irán                                                          | 4:2 (3:1) | Estados Unidos     | Švyturio Arena, Klaipėda                                  |                                                           |
|                                 | - Tavakoli 3' - Javid 7' - Esmaeilpour 10' - Ahmad Abbasi 39' | Reporte   | - 3', 36' González | Asistencia: 1106 espectadores Árbitro(s): Tarek Elkhataby | Asistencia: 1106 espectadores Árbitro(s): Tarek Elkhataby |

| 17 de septiembre de 2021, 20:00 | Argentina                                                   | 4:2 (3:2) | Serbia                     | Švyturio Arena, Klaipėda                                |                                                         |
|                                 | - Aksentijević 9' - Brandi 11' - Vaporaki 11' - Borruto 24' | Reporte   | - 7' Rakić - 10' Lazarević | Asistencia: 1434 espectadores Árbitro(s): Nurdin Bukuev | Asistencia: 1434 espectadores Árbitro(s): Nurdin Bukuev |

| 20 de septiembre de 2021, 20:00 | Irán              | 1:2 (0:0) | Argentina                      | Švyturio Arena, Klaipėda                                     |                                                              |
|                                 | - Hassanzadeh 30' | Reporte   | - 24' Cuzzolino - 27' Stazzone | Asistencia: 1180 espectadores Árbitro(s): Alejandro Martínez | Asistencia: 1180 espectadores Árbitro(s): Alejandro Martínez |

| 20 de septiembre de 2021, 20:00 | Estados Unidos | 0:7 (0:4) | Serbia                                                                                        | Avia Solutions Group Arena, Vilna                             |                                                               |
|                                 |                | Reporte   | - 6' Rakić - 8', 17' Tomić - 20' Petrov - 32' Milosavljević - 33' Lazarević - 38' Radovanović | Asistencia: 680 espectadores Árbitro(s): Christopher Sinclair | Asistencia: 680 espectadores Árbitro(s): Christopher Sinclair |

### Mejores terceros
- Las cuatro mejores selecciones de las que queden en tercer lugar se determinaron de la siguiente manera:

1. Mayor número de puntos obtenidos en todos los partidos de grupo.
2. Diferencia de goles en todos los partidos de grupo.
3. Mayor número de goles marcados en todos los partidos de grupo.
4. Sorteo por parte de la comisión organizadora de la FIFA.

| Equipo     | Gr | Pts | PJ | PG | PE | PP | GF | GC | Dif |
| ---------- | -- | --- | -- | -- | -- | -- | -- | -- | --- |
| Tailandia  | C  | 4   | 3  | 1  | 1  | 1  | 11 | 9  | 2   |
| Vietnam    | D  | 4   | 3  | 1  | 1  | 1  | 5  | 12 | -7  |
| Serbia     | F  | 3   | 3  | 1  | 0  | 2  | 11 | 7  | 4   |
| Japón      | E  | 3   | 3  | 1  | 0  | 2  | 11 | 10 | 1   |
| Costa Rica | A  | 3   | 3  | 1  | 0  | 2  | 7  | 9  | -2  |
| Guatemala  | B  | 3   | 3  | 1  | 0  | 2  | 9  | 14 | -5  |

## Fase final

### Cuadro de desarrollo
|  | Octavos de final       | Octavos de final       |                 |           | Cuartos de final      | Cuartos de final      |  |               | Semifinales           | Semifinales           |        |                        | Final                  | Final        |  |
|  | 22 al 24 de septiembre | 22 al 24 de septiembre |                 |           | 26 y 27 de septiembre | 26 y 27 de septiembre |  |               | 29 y 30 de septiembre | 29 y 30 de septiembre |        |                        | 3 de octubre           | 3 de octubre |  |
|  |                        |                        |                 |           |                       |                       |  |               |                       |                       |        |                        |                        |              |  |
|  |                        |                        |                 |           |                       |                       |  |               |                       |                       |        |                        |                        |              |  |
|  | Venezuela              | 2                      |                 |           |                       |                       |  |               |                       |                       |        |                        |                        |              |  |
|  | Venezuela              | 2                      |                 |           |                       |                       |  |               |                       |                       |        |                        |                        |              |  |
|  | Marruecos              | 3                      |                 |           |                       |                       |  |               |                       |                       |        |                        |                        |              |  |
|  | Marruecos              | 3                      |                 | Marruecos | 0                     |                       |  |               |                       |                       |        |                        |                        |              |  |
|  |                        |                        |                 | Marruecos | 0                     |                       |  |               |                       |                       |        |                        |                        |              |  |
|  |                        |                        | Brasil          | 1         |                       |                       |  |               |                       |                       |        |                        |                        |              |  |
|  | Brasil                 | 4                      | Brasil          | 1         |                       |                       |  |               |                       |                       |        |                        |                        |              |  |
|  | Brasil                 | 4                      |                 |           |                       |                       |  |               |                       |                       |        |                        |                        |              |  |
|  | Japón                  | 2                      |                 |           |                       |                       |  |               |                       |                       |        |                        |                        |              |  |
|  | Japón                  | 2                      |                 |           |                       |                       |  | Brasil        | 1                     |                       |        |                        |                        |              |  |
|  |                        |                        |                 |           |                       |                       |  | Brasil        | 1                     |                       |        |                        |                        |              |  |
|  |                        |                        | Argentina       | 2         |                       |                       |  |               |                       |                       |        |                        |                        |              |  |
|  | RFU                    | 3                      | Argentina       | 2         |                       |                       |  |               |                       |                       |        |                        |                        |              |  |
|  | RFU                    | 3                      |                 |           |                       |                       |  |               |                       |                       |        |                        |                        |              |  |
|  | Vietnam                | 2                      |                 |           |                       |                       |  |               |                       |                       |        |                        |                        |              |  |
|  | Vietnam                | 2                      |                 | RFU       | 1 (4)                 |                       |  |               |                       |                       |        |                        |                        |              |  |
|  |                        |                        |                 | RFU       | 1 (4)                 |                       |  |               |                       |                       |        |                        |                        |              |  |
|  |                        |                        | Argentina (p.)  | 1 (5)     |                       |                       |  |               |                       |                       |        |                        |                        |              |  |
|  | Argentina              | 6                      | Argentina (p.)  | 1 (5)     |                       |                       |  |               |                       |                       |        |                        |                        |              |  |
|  | Argentina              | 6                      |                 |           |                       |                       |  |               |                       |                       |        |                        |                        |              |  |
|  | Paraguay               | 1                      |                 |           |                       |                       |  |               |                       |                       |        |                        |                        |              |  |
|  | Paraguay               | 1                      |                 |           |                       |                       |  |               |                       |                       |        | Argentina              | 1                      |              |  |
|  |                        |                        |                 |           |                       |                       |  |               |                       |                       |        | Argentina              | 1                      |              |  |
|  |                        |                        | Portugal        | 2         |                       |                       |  |               |                       |                       |        |                        |                        |              |  |
|  | España                 | 5                      | Portugal        | 2         |                       |                       |  |               |                       |                       |        |                        |                        |              |  |
|  | España                 | 5                      |                 |           |                       |                       |  |               |                       |                       |        |                        |                        |              |  |
|  | República Checa        | 2                      |                 |           |                       |                       |  |               |                       |                       |        |                        |                        |              |  |
|  | República Checa        | 2                      |                 | España    | 2                     |                       |  |               |                       |                       |        |                        |                        |              |  |
|  |                        |                        |                 | España    | 2                     |                       |  |               |                       |                       |        |                        |                        |              |  |
|  |                        |                        | Portugal (t.s.) | 4         |                       |                       |  |               |                       |                       |        |                        |                        |              |  |
|  | Portugal (t.s.)        | 4                      | Portugal (t.s.) | 4         |                       |                       |  |               |                       |                       |        |                        |                        |              |  |
|  | Portugal (t.s.)        | 4                      |                 |           |                       |                       |  |               |                       |                       |        |                        |                        |              |  |
|  | Serbia                 | 3                      |                 |           |                       |                       |  |               |                       |                       |        |                        |                        |              |  |
|  | Serbia                 | 3                      |                 |           |                       |                       |  | Portugal (p.) | 2 (4)                 |                       |        |                        |                        |              |  |
|  |                        |                        |                 |           |                       |                       |  | Portugal (p.) | 2 (4)                 |                       |        |                        |                        |              |  |
|  |                        |                        | Kazajistán      | 2 (3)     |                       |                       |  |               |                       |                       |        |                        |                        |              |  |
|  | Uzbekistán             | 8                      | Kazajistán      | 2 (3)     |                       |                       |  |               |                       |                       |        |                        |                        |              |  |
|  | Uzbekistán             | 8                      |                 |           |                       |                       |  |               |                       |                       |        |                        |                        |              |  |
|  | Irán                   | 9                      |                 |           |                       |                       |  |               |                       |                       |        |                        |                        |              |  |
|  | Irán                   | 9                      |                 | Irán      | 2                     |                       |  |               |                       |                       |        | Tercer y cuarto puesto | Tercer y cuarto puesto |              |  |
|  |                        |                        |                 | Irán      | 2                     |                       |  |               |                       |                       |        | Tercer y cuarto puesto | Tercer y cuarto puesto |              |  |
|  |                        |                        | Kazajistán      | 3         |                       |                       |  |               |                       |                       |        |                        |                        |              |  |
|  | Kazajistán             | 7                      | Kazajistán      | 3         |                       |                       |  |               |                       |                       | Brasil | 4                      |                        |              |  |
|  | Kazajistán             | 7                      |                 |           |                       |                       |  |               |                       |                       | Brasil | 4                      |                        |              |  |
|  | Tailandia              | 0                      |                 |           |                       |                       |  |               |                       |                       |        |                        | Kazajistán             | 2            |  |
|  | Tailandia              | 0                      |                 |           |                       |                       |  |               |                       |                       |        |                        | Kazajistán             | 2            |  |
|  |                        |                        |                 |           |                       |                       |  |               |                       |                       |        |                        |                        |              |  |

### Octavos de final
| 22 de septiembre de 2021, 17:30 | RFU                                | 3:2 (2:1) | Vietnam                                 | Avia Solutions Group Arena, Vilna                      |                                                        |
|                                 | - Robinho 11' - Chishkala 18', 30' | Reporte   | - 18' Nguyễn Đắc Huy - 39' Phạm Đức Hòa | Asistencia: 622 espectadores Árbitro(s): Roberto López | Asistencia: 622 espectadores Árbitro(s): Roberto López |

| 22 de septiembre de 2021, 20:00 | Venezuela                   | 2:3 (1:2) | Marruecos               | Žalgiris Arena, Kaunas                                     |                                                            |
|                                 | - Viamonte 7' - Francia 33' | Reporte   | - 2', 9', 31' El Mesrar | Asistencia: 408 espectadores Árbitro(s): Hussain Al-Bahhar | Asistencia: 408 espectadores Árbitro(s): Hussain Al-Bahhar |

| 23 de septiembre de 2021, 17:30 | Kazajistán                                                                                        | 7:0 (3:0) | Tailandia | Žalgiris Arena, Kaunas                                  |                                                         |
|                                 | - Tursagulov 3' - Douglas 4' - Chaivat 19' - Taynan 23' - Nurgozhin 24' - Knaub 32' - Higuita 37' | Reporte   |           | Asistencia: 464 espectadores Árbitro(s): Mohamed Hassan | Asistencia: 464 espectadores Árbitro(s): Mohamed Hassan |

| 23 de septiembre de 2021, 17:30 | Argentina                                                                         | 6:1 (1:0) | Paraguay     | Avia Solutions Group Arena, Vilna                      |                                                        |
|                                 | - Claudino 26' - Borruto 27' - Bolo 28' - Basile 29' - Stazzone 35' - Taborda 36' | Reporte   | - 13' Mareco | Asistencia: 564 espectadores Árbitro(s): Nurdin Bukuev | Asistencia: 564 espectadores Árbitro(s): Nurdin Bukuev |

| 23 de septiembre de 2021, 20:00 | Brasil                                           | 4:2 (1:1) | Japón                      | Žalgiris Arena, Kaunas                                    |                                                           |
|                                 | - Ferrão 5' - Leozinho 31' - Pito 38' - Kato 40' | Reporte   | - 4' Hoshi - 38' Nishitani | Asistencia: 918 espectadores Árbitro(s): Irina Velikanova | Asistencia: 918 espectadores Árbitro(s): Irina Velikanova |

| 24 de septiembre de 2021, 17:30 | Uzbekistán                                                                                    | 8:9 (3:4) | Irán                                                                                              | Avia Solutions Group Arena, Vilna                    |                                                      |
|                                 | - Nishonov 9', 33' - D. Rakhmatov 17' - Ropiev 18' - A. Rakhmatov 28', 39' - Hamroev 31', 40' | Reporte   | - 1', 28' Hassanzadeh - 5', 25' Javid - 16', 22', 37' Ahmadabbasi - 18' Tavakoli - 30' Oladghobad | Asistencia: 907 espectadores Árbitro(s): Diego López | Asistencia: 907 espectadores Árbitro(s): Diego López |

| 24 de septiembre de 2021, 20:00 | Portugal                                     | 4:3 (2:2, 2:0) (t. s.) | Serbia                           | Žalgiris Arena, Kaunas                                    |                                                           |
|                                 | - Ricardinho 14' - André 15' - Pany 43', 43' | Reporte                | - 23', 28' Lazarević - 50' Matos | Asistencia: 782 espectadores Árbitro(s): Daniel Rodríguez | Asistencia: 782 espectadores Árbitro(s): Daniel Rodríguez |

| 24 de septiembre de 2021, 20:00 | España                                                        | 5:2 (4:0) | República Checa          | Avia Solutions Group Arena, Vilna                         |                                                           |
|                                 | - Campos 4' - Gómez 5' - Raya 13' - Fernández 15' - Ortiz 39' | Reporte   | - 23' Rešetár - 32' Holý | Asistencia: 1460 espectadores Árbitro(s): Tomohiro Kozaki | Asistencia: 1460 espectadores Árbitro(s): Tomohiro Kozaki |

### Cuartos de final
| 26 de septiembre de 2021, 16:00 | Marruecos | 0:1 (0:1) | Brasil        | Avia Solutions Group Arena, Vilna                      |                                                        |
|                                 |           | Reporte   | - 11' Rodrigo | Asistencia: 1516 espectadores Árbitro(s): Juan Cordero | Asistencia: 1516 espectadores Árbitro(s): Juan Cordero |

| 26 de septiembre de 2021, 18:30 | RFU                                                                  | 1:1 (1:1, 0:0) (t. s.)(4:5 p.) | Argentina                                                               | Žalgiris Arena, Kaunas                                  |                                                         |
|                                 | - Antoshkin 35'                                                      | Reporte                        | - 25' Cuzzolino                                                         | Asistencia: 1108 espectadores Árbitro(s): Anthony Riley | Asistencia: 1108 espectadores Árbitro(s): Anthony Riley |
|                                 |                                                                      | Tiros desde el punto penal     |                                                                         |                                                         |                                                         |
|                                 | - Abramov - Robinho - Lima - Antoshkin - Chishkala - Asadov - Rômulo |                                | - Bolo - Basile - Edelstein - Stazzone - Cuzzolino - Claudino - Taborda |                                                         |                                                         |

| 27 de septiembre de 2021, 17:30 | España                         | 2:4 (0:0, 2:2) (t. s.) | Portugal                                      | Avia Solutions Group Arena, Vilna                        |                                                          |
|                                 | - Fernández 22' - Martínez 23' | Reporte                | - 31' André - 36' Zicky - 43' Raya - 48' Pany | Asistencia: 1629 espectadores Árbitro(s): Mohamed Hassan | Asistencia: 1629 espectadores Árbitro(s): Mohamed Hassan |

| 27 de septiembre de 2021, 20:00 | Irán                              | 2:3 (2:0) | Kazajistán                            | Žalgiris Arena, Kaunas                                  |                                                         |
|                                 | - Oladghobad 8' - Esmaeilpour 15' | Reporte   | - 25' Samimi - 29' Knaub - 39' Taynan | Asistencia: 512 espectadores Árbitro(s): Ryan Shepheard | Asistencia: 512 espectadores Árbitro(s): Ryan Shepheard |

### Semifinales
| 29 de septiembre de 2021, 20:00 | Brasil       | 1:2 (1:2) | Argentina                    | Žalgiris Arena, Kaunas                                 |                                                        |
|                                 | - Ferrão 17' | Reporte   | - 11' Vaporaki - 13' Borruto | Asistencia: 3349 espectadores Árbitro(s): Juan Cordero | Asistencia: 3349 espectadores Árbitro(s): Juan Cordero |

| 30 de septiembre de 2021, 20:00 | Portugal                                     | 2:2 (1:1, 0:0) (t. s.)(4:3 p.) | Kazajistán                                           | Žalgiris Arena, Kaunas                                 |                                                        |
|                                 | - Pany 23' - Coelho 49'                      | Reporte                        | - 40' Nurgozhin - 42' Douglas                        | Asistencia: 2052 espectadores Árbitro(s): Nikola Jelić | Asistencia: 2052 espectadores Árbitro(s): Nikola Jelić |
|                                 |                                              | Tiros desde el punto penal     |                                                      |                                                        |                                                        |
|                                 | - Coelho - André - Pany - Ricardinho - Brito |                                | - Douglas - Tursagulov - Higuita - Akbalikov - Knaub |                                                        |                                                        |

### Tercer puesto
| 3 de octubre de 2021, 18:00 | Brasil                                           | 4:2 (0:1) | Kazajistán                | Žalgiris Arena, Kaunas                                  |                                                         |
|                             | - Taynan 25' - Rodrigo 32' - Ferrão 34' - Lé 35' | Reporte   | - 12' Guitta - 31' Taynan | Asistencia: 6374 espectadores Árbitro(s): Valeria Palma | Asistencia: 6374 espectadores Árbitro(s): Valeria Palma |

### Final
| 3 de octubre de 2021, 20:00 | Argentina      | 1:2 (0:1) | Portugal        | Žalgiris Arena, Kaunas                                  |                                                         |
|                             | - Claudino 28' | Reporte   | - 15', 28' Pany | Asistencia: 8498 espectadores Árbitro(s): Nurdin Bukuev | Asistencia: 8498 espectadores Árbitro(s): Nurdin Bukuev |

| Campeón Portugal 1.er Título |

## Estadísticas
| Pos | Equipo          | Pts | PJ | PG | PE | PP | GF | GC | Dif | Rend  |
| --- | --------------- | --- | -- | -- | -- | -- | -- | -- | --- | ----- |
| 1   | Portugal        | 17  | 7  | 5  | 2  | 0  | 26 | 12 | 14  | 80,9% |
| 2   | Argentina       | 16  | 7  | 5  | 1  | 1  | 27 | 8  | 19  | 76,1% |
| 3   | Brasil          | 18  | 7  | 6  | 0  | 1  | 28 | 8  | 20  | 85,7% |
| 4   | Kazajistán      | 14  | 7  | 4  | 2  | 1  | 24 | 10 | 14  | 66,6% |
| 5   | RFU             | 13  | 5  | 4  | 1  | p  | 21 | 6  | 16  | 86,6% |
| 6   | España          | 12  | 5  | 4  | 0  | 1  | 19 | 9  | 10  | 80%   |
| 7   | Irán            | 9   | 5  | 3  | 0  | 2  | 19 | 17 | 2   | 60%   |
| 8   | Marruecos       | 8   | 5  | 2  | 2  | 1  | 13 | 7  | 6   | 53,3% |
| 9   | Venezuela       | 7   | 4  | 2  | 1  | 1  | 6  | 5  | 1   | 58,3% |
| 10  | Paraguay        | 6   | 4  | 2  | 0  | 2  | 7  | 12 | -5  | 50%   |
| 11  | República Checa | 4   | 4  | 1  | 1  | 2  | 8  | 11 | -3  | 33,3% |
| 12  | Tailandia       | 4   | 4  | 1  | 1  | 2  | 11 | 16 | -5  | 33,3% |
| 13  | Vietnam         | 4   | 4  | 1  | 1  | 2  | 7  | 15 | -8  | 33,3% |
| 14  | Serbia          | 3   | 4  | 1  | 0  | 3  | 14 | 11 | 3   | 25%   |
| 15  | Japón           | 3   | 4  | 1  | 1  | 2  | 13 | 14 | -1  | 25%   |
| 16  | Uzbekistán      | 3   | 4  | 1  | 0  | 3  | 16 | 19 | -13 | 25%   |
| 17  | Costa Rica      | 3   | 3  | 1  | 0  | 2  | 7  | 9  | -2  | 33,3% |
| 18  | Guatemala       | 3   | 3  | 1  | 0  | 2  | 9  | 14 | -5  | 33,3% |
| 19  | Egipto          | 3   | 3  | 0  | 1  | 2  | 3  | 11 | -8  | 11,1% |
| 20  | Lituania        | 0   | 3  | 0  | 0  | 3  | 6  | 14 | -8  | 0%    |
| 21  | Panamá          | 0   | 3  | 0  | 0  | 3  | 4  | 13 | -9  | 0%    |
| 22  | Angola          | 0   | 3  | 0  | 0  | 3  | 6  | 16 | -10 | 0%    |
| 22  | Islas Salomón   | 0   | 3  | 0  | 0  | 3  | 4  | 22 | -18 | 0%    |
| 24  | Estados Unidos  | 0   | 3  | 0  | 0  | 3  | 2  | 22 | -20 | 0%    |

## Goleadores
| Jugador          | Selección  | Goles |
| ---------------- | ---------- | ----- |
| Ferrão           | Brasil     | 9     |
| Pany Varela      | Portugal   | 8     |
| Taynan da Silva  | Kazajistán | 6     |
| Adolfo Fernández | España     | 6     |
| Alan Brandi      | Argentina  | 5     |
| Ivan Chishkala   | RFU        | 5     |